# Gnathocera convexiuscula
Gnathocera convexiuscula är en skalbaggsart som beskrevs av Ernst Gustav Kraatz 1899. Gnathocera convexiuscula ingår i släktet Gnathocera och familjen Cetoniidae. Utöver nominatformen finns också underarten G. c. kivuana.